# Свети Йоан Летни (Поцърненци)
„Свети Йоан Летни“ е недействаща средновековна българска църква, намираща се на брега на язовир Пчелина, до село Поцърненци, област Перник. Тя е бившата църква на село Пчелинци, което е наводнено и се намира на дъното на язовира. Представлява малка еднокорабна църква с покрив от каменни плочи. Има цилиндричен свод, апсида и две певници в двете надлъжни стени. В нея има частично запазени стенописи от XVI век.

## Описание и особености
Малката църква с патрон „Свети Йоан Кръстител – Летни“ се намира в бившето землище на вече несъществуващото – залято от водите на язовир Пчелина, село Пчелинци, в местността „Камико“, на 2 km северозападно от село Поцърненци. Църквата е изградена на импозантни скали на южния бряг на язовир Пчелина (в миналото носил наименованието Лобош).
Църквата е спомената още от Константин Иречек, който отбелязва, че „В селото Пчелинци лежат на един връх развалини от крепост и църква; там са намерени огромни грънчарски съдове и бакърена мрежа на броня за главата на военен кон.“ От селището и некрополът не са останали видими следи, единствено малкият християнски храм в някогашната местност „Пчелин камък“.
Според едно сведение на Ст. Михайлов от 1973 г., на мястото на напълно измития ктиторски надпис на западната стена на църквата е имало по-късен надпис, вероятно изписан при повторно преизписване на църквата, в който се четяло името на свети Никола Мирликийски и името на ктитор Пейо. Този незапазен надпис може би свидетелства, че първоначалният патрон на църквата е бил Свети Никола. Според Михайлов останки от негово изображение е имало на северната страна пред изчезналия иконостас, където е било обичайното място за изображението на патрона на храма.

## Архитектура
Църквата представлява малка, еднокорабна, псевдотриконхална църква, с полукръгли отвън и отвътре конхи, изградена е от ломен камък и бигорни блокчета. Апсидата има самостоятелно покритие, а певниците изградени до стряхата ѝ са включени в общия двускатен покрив на църквата. В северозападния ъгъл на олтарното пространство на проскомидийната ниша и умивалнята. Зидан каменен корниз обхваща горната част на отделните фасади, а върху него стъпва тежкия покрив от каменни плочи. Входът е на западната стена, а в нишата над него е изображението на патрона на църквата. Южната стена е дълга 5 m и дебела 0,70 m и е изградена откъм платото, а не откъм скалистия бряг на река Струма.
Църквата е градена с местен ломен камък, обработен откъм лицевата страна и споен с бял, ронлив хоросан. Основите на зидовете са плитки. Те са положени на самата естествена скала и лежат на повърхността на съвременния терен. Камъните са редени в неправилни хоризонтални редове, които на места изчезват.
Планът на църквата е съвсем прост – малък надлъжен кораб с полукръгла апсида от изток и притвор с формата на удължен правоъгълник, разположен по надлъжната ос на църквата.

## Стенописи
Цялата вътрешност на храма е била изографисана, както повечето от синхроничните ѝ църкви. Живописта е изписана в смесена техника, а живописният слой е нанесен над фин грунд, положен върху хоросановата мазилка. При стенописите е застъпен съкратеният регистър, поради размера на църквата. Над входа откъм наноса личат следи от фресков надпис, който е много изтрит и в по-голямата си част напълно унищожен, но все още може да се прочете името на първия патрон на църквата Свети Николай Чудотворец. Чете се и името на един от първите ктитори на църквата – Пею, като последният надпис е късен и датира от последното изписване на църквата.
Над цокъла е поясът зает от правостоящите фигури на светци. Над тях са изписани в медальони бюстове на светци, следвани от празнични сцени и Страстите Христови.
Църквата е изоставена под натиска на тоталитарния комунистически режим в края на 1940-те години. Каменните плочи на покрива са били съборени, вследствие на което дъждовните води проникват през свода и стенописите започват да падат.
Едва няколко стенописа са оцелели до наши дни сравнително добре запазени, но със следи от вандалско поругаване, датиращи от 1950-те и 1970-те години. Останали са отделни фрагменти – измити и обезличени в трите конхи и отчасти от стените на кораба. От изображенията най-добре запазено това на Богородица Ширшая Небес, намиращо се в апсидата, което е грубо преизписано в най-ново време. От двете страни на апсидата е канонично разположена сцената „Благовещение“ – Архангел Гавраил (вляво), и вдясно Богородица (които са трудно различими). В южния певник са изписани Свети Теодор Тирон и Свети Теодор Стратилат, а между тях над прозорчето е поместен евангелски текст. В дясно от конхата вероятно са изобразени светците-лечители Козма и Дамян. Западната стена над вратата е заета от „Успение Богородично“. Вдясно от входа все още се личи изображението на Свети Свети Константин и Елена. От северната стена стенописен слой е запазен само в певника, в конхата на певника е поместен образът на Исус Христос. В югозападния ъгъл над този пояс са запазени незначителни фрагменти от някаква сцена, за която се предполага, че е Поругание Христово.
Най-добре в началото на 1980-те години са запазени стенописите от апсидата – Божествената литургия и Евхаристията, които поради някаква причина са снети и изгубени. Вдясно от апсидата над цокъла е сцена изобразяваща Хадес с отворена паст, а над него е изписан свети Стефан.
Спрямо стила на живописната техника и застъпения канон проф. Димитрина Митова-Джонова отнася стенописите към XV – XVI век. Според нея изображенията са едни от редките произведения на средновековната българска живопис, дело на местни, югозападни зографски школи.

## Съвременно състояние
През 2008 година църквата е ремонтирана, като са подменени покривът и подът. Стенописите имат нужда от реставрация.

## Исторически контекст
Районът на Пчелински камък, където е разположена църквата „Свети Йоан Летни“, е обитаван още от епохата на Неолита. Тук в същата епоха е създадено селище, от което са разкрити фрагменти от керамика. В същата тази местност през Античността, на площ от около 15 декара също е съществувало селище, от което са разкрити в миналото бронзови монети, строителна и битова керамика.
През Средновековието в непосредствена близост до Пчелински камък, в местността Селище, е разположено селище на южния склон на платото над скалистия бряг, на площ от около 25 декара. Това вероятно е селището, към което е принадлежала и самата църква. В непосредствена близост е бил и некрополът на същото селище, от който в миналото са разкрити няколко погребения от късното Средновековие.
В голяма близост до двете селища от Античността и Средновековието на естествено възвишение на десния бряг на река Струма, от северните склонове на реката е била изградена и късноантичната крепост Градище – южно от църквата. Константин Иречек смята, че тук е била крайпътната станция Елея на римския път Сердика – Елея – Пауталия – Стоби.
От Градище произхожда и оброчна плочка на Херакъл, което дава основание на археолозите да предположат, че в рамките на фортификационното съоръжение е съществувало светилище, посветено на Херакъл. Плочката е открита по време на оран от Атанас (Танас) Минков през 1891 година. Релефът изобразява Херакъл гол, държащ кривак с дясната ръка и лъвска кожа с лявата ръка. Тя е рядък епиграфски и фигурален паметник – на територията на България са открити едва шест подобни паметника датиращи от I – II век сл. Хр.
По анализа на данните събрани от археологическите находки е установено, че късноантичната крепост е просъществувала и през ранното Средновековие.